# Porno for Pyros
Porno for Pyros foi um grupo musical norte-americano criado em 1993 e dissolvido em 1997 pelos membros do Jane's Addiction, Perry Farrel e Stephen Perkins.

## História
Ao terminar o Jane's Addiction, Perry Farrel passou a se dedicar a outras coisas como, por exemplo, a organização anual do festival de música Lollapalooza. Mas não ficou muito tempo longe dos palcos. Em 1993, cerca de um ano depois do fim do Jane's Addiction, Perry se juntou ao baixista Martyn Lenoble, ex-Thelonious Monster, ao guitarrista Peter DiStefano, além do baterista Stephen Perkins, seu companheiro do Jane's Addiction, que estava tocando no Infectious Grooves. E assim formaram o Porno for Pyros.
A banda começou tocando em shows como a última edição do Woodstock e o próprio Lollapalooza. Logo depois, ainda em 1993, a banda lançou seu primeiro disco, chamado apenas de Porno for Pyros, pela Warner Brothers. 
Depois de um período de descanso na ilha de Bali, na Indonésia, Perry Farrel resolve reunir a banda para a gravação de mais um álbum. Então, em 1994, eles se juntam no Shangri-La Studios, no estado americano da Califórnia, e depois de cerca de dois anos, em 1996, lançam o álbum Good God’s Urge. Durante o demorado processo de gravação, o baixista Martyn Lenoble saiu da banda, e, para seu lugar, foi chamado Mike Watt. O disco conta ainda com algumas participações especiais de músicos como Flea e Dave Navarro, baixista e guitarrista, respectivamente, que já tocaram com o Jane's Addiction.
Em novembro de 1997, o guitarrista Peter DiStefano foi diagnosticado com câncer. A banda parou sua turnê e o guitarrista começou a fazer tratamento, uma vez que o câncer ainda estava em seus estágios iniciais. Ele se recuperou, mas até hoje o grupo não voltou a lançar álbuns.

## Membros
- Perry Farrel - vocal
- Peter DiStefano - guitarra
- Martyn Lenoble - baixo
- Stephen Perkins - bateria
- Mike Watt - baixo

## Discografia
- 1993 - Porno for Pyros - Warner Bros. Records
- 1996 - Good God's Urge - Warner Bros. Records